# Bessemer (Alabama)
Bessemer é uma cidade localizada no estado americano do Alabama, no Condado de Jefferson.

## Demografia
Segundo o censo americano de 2000, a sua população era de 29.672 habitantes. 
Em 2006, foi estimada uma população de 28.416, um decréscimo de 1256 (-4.2%).

## Geografia
De acordo com o United States Census Bureau, a localidade tem uma área de 105,6 km², dos quais 105,4 km² cobertos por terra e 0,2 km² cobertos por água. Bessemer localiza-se a aproximadamente 176 m acima do nível do mar.

## Localidades na vizinhança
O diagrama seguinte representa as localidades num raio de 16 km ao redor de Bessemer. 